# Serpentine River (Indischer Ozean)
Der Serpentine River ist ein Fluss im Südwesten des australischen Bundesstaats Western Australia.

## Verlauf
Der Fluss entspringt in den Bergen von Darling Scarp unterhalb von Bowerling Hill und quert den Albany Highway nördlich von North Bannister, fließt weiter nordwestlich durch den Youarling State Forest und anschließend durch den 44 km² großen Serpentine-Nationalpark. Der Fluss staut sich im Serpentine Dam und fließt über den Serpentine-Wasserfall südlich nach Jarrahdale und anschließend in die Swan Coastal Plain. Er fließt weiter westlich und quert den South Western Highway, anschließend wendet er sich in Richtung der Stadt Serpentine. Dort dreht er sich in Richtung Süden und mündet in das Peel Inlet, einen Ästuar, bei Mandurah.
Der Serpentine River wird im Serpentine Dam aufgestaut und beliefert Perth mit Trinkwasser. Der einzige Zufluss ist der Big Brock, der durch den Kerulup Pool, Lake Amarillo und Goegrup Lake fließt.

## Name
Es ist nicht bekannt, wer den Serpentine River benannte. Vermessen wurde er von Kapitän Mark Currie im Jahr 1892, aber der Name erscheint bereits auf einer Karte der Royal Geographical Society aus dem Jahre 1832.

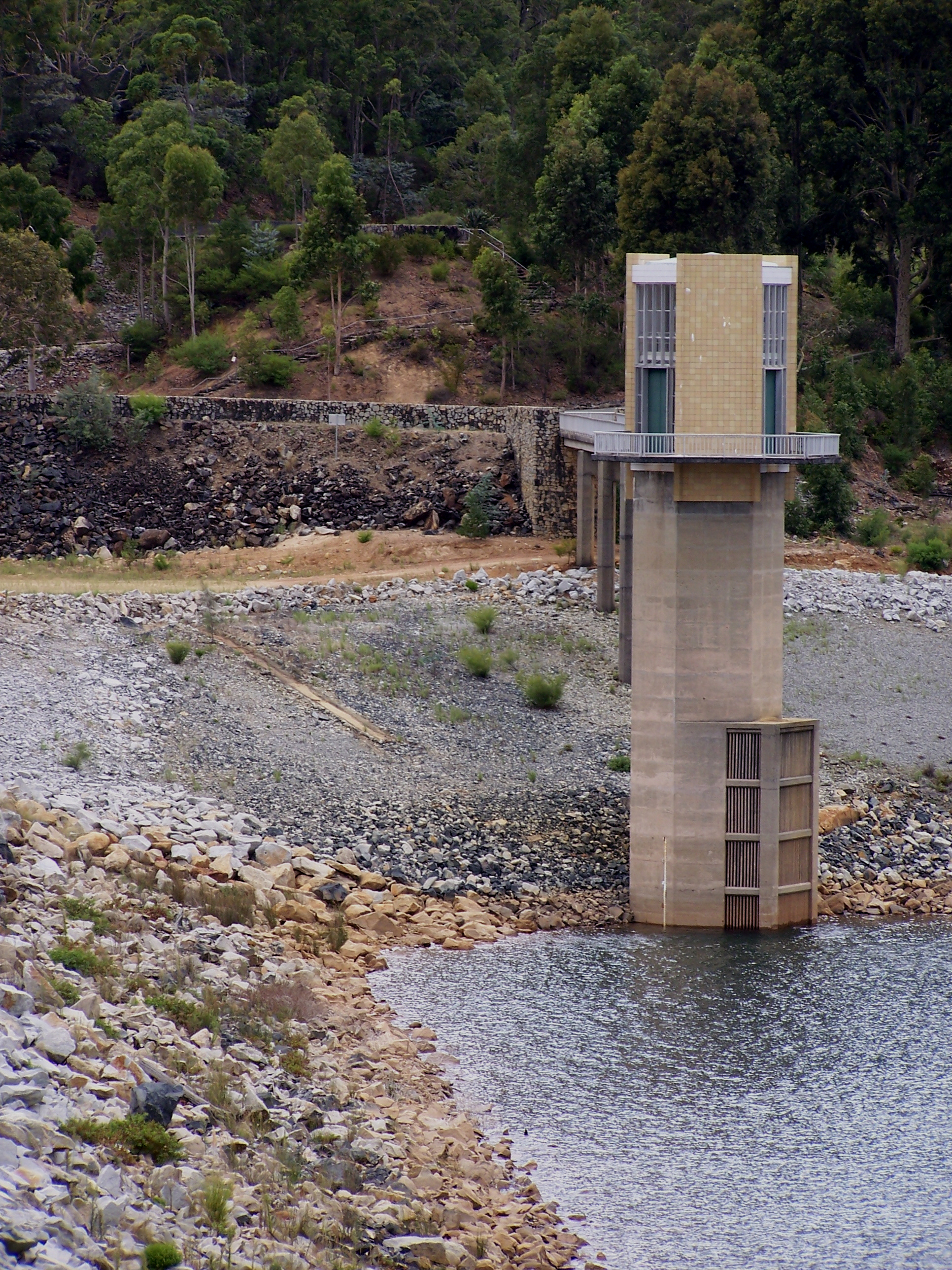
Serpentine Dam
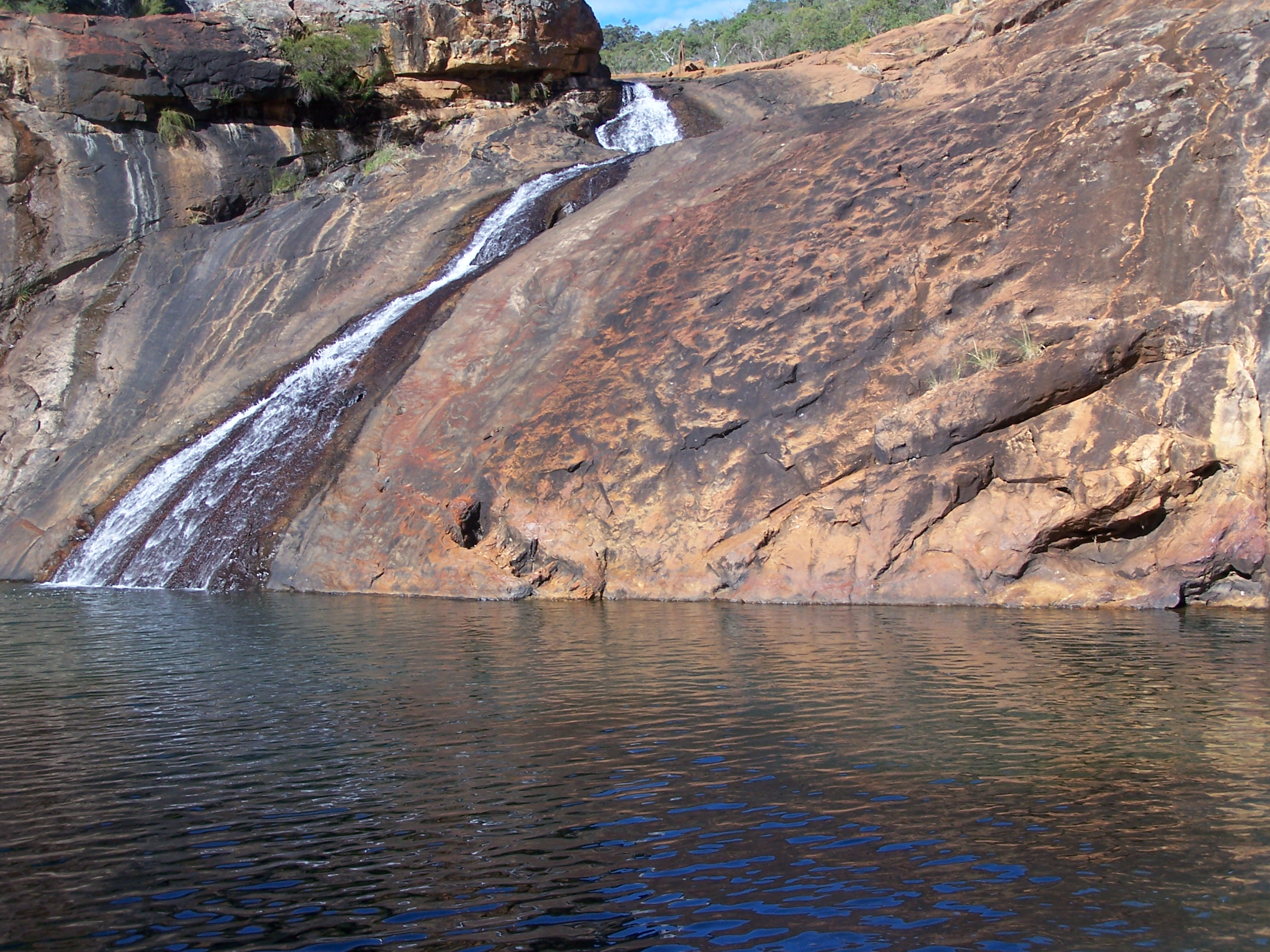
Serpentine Falls

Im Fluss gab es 2007 eine giftige Algenblüte.